# ۴۶۱ (خورشیدی)
۴۶۱ چهارصد و شصت و یکمین سال هجری خورشیدی است.